# Reprezentacja Meksyku w piłce nożnej kobiet
Reprezentacja Meksyku w piłce nożnej kobiet – reprezentacja Meksyku piłkarek nożnych, sterowana przez Federación Mexicana de Fútbol Asociación. Jest powoływana przez selekcjonera, w niej występować mogą wyłącznie zawodniczki posiadające obywatelstwo meksykańskie.
Największymi sukcesami reprezentacji jest 2-krotne zdobycie srebrnych medali w mistrzostwach CONCACAF (1998, 2010), a także ćwierćfinał Igrzysk Olimpijskich (2004).

## Udział w turniejach międzynarodowych

### Mistrzostwa świata
Dotychczas żeńskiej reprezentacji Meksyku 3 razy udało się awansować do finałów mistrzostw świata. Nigdy nie awansowała z grupy. 
| Rok   | Runda                   | Pozycja                 | M                       | W                       | R                       | P                       | GZ                      | GS                      |
| ----- | ----------------------- | ----------------------- | ----------------------- | ----------------------- | ----------------------- | ----------------------- | ----------------------- | ----------------------- |
| 1991  | Nie zakwalifikowała się | Nie zakwalifikowała się | Nie zakwalifikowała się | Nie zakwalifikowała się | Nie zakwalifikowała się | Nie zakwalifikowała się | Nie zakwalifikowała się | Nie zakwalifikowała się |
| 1995  | Nie zakwalifikowała się | Nie zakwalifikowała się | Nie zakwalifikowała się | Nie zakwalifikowała się | Nie zakwalifikowała się | Nie zakwalifikowała się | Nie zakwalifikowała się | Nie zakwalifikowała się |
| 1999  | Faza grupowa            | 16                      | 3                       | 0                       | 0                       | 3                       | 1                       | 15                      |
| 2003  | Nie zakwalifikowała się | Nie zakwalifikowała się | Nie zakwalifikowała się | Nie zakwalifikowała się | Nie zakwalifikowała się | Nie zakwalifikowała się | Nie zakwalifikowała się | Nie zakwalifikowała się |
| 2007  | Nie zakwalifikowała się | Nie zakwalifikowała się | Nie zakwalifikowała się | Nie zakwalifikowała się | Nie zakwalifikowała się | Nie zakwalifikowała się | Nie zakwalifikowała się | Nie zakwalifikowała się |
| 2011  | Faza grupowa            | 11                      | 3                       | 0                       | 2                       | 1                       | 3                       | 7                       |
| 2015  | Faza grupowa            | 22                      | 3                       | 0                       | 1                       | 2                       | 2                       | 8                       |
| 2019  | Nie zakwalifikowała się | Nie zakwalifikowała się | Nie zakwalifikowała się | Nie zakwalifikowała się | Nie zakwalifikowała się | Nie zakwalifikowała się | Nie zakwalifikowała się | Nie zakwalifikowała się |
| Razem | Turniejów finał.        | 3/8                     | 9                       | 0                       | 3                       | 6                       | 6                       | 30                      |

### Igrzyska Olimpijskie
Piłkarki Meksyku tylko raz zakwalifikowały się na turniej finałowy Igrzysk Olimpijskich. Najwyższe osiągnięcie to ćwierćfinał w 2004 roku. 
| Rok   | Runda                             | M                                 | W                                 | R                                 | P                                 | GZ                                | GS                                |                                   |
| ----- | --------------------------------- | --------------------------------- | --------------------------------- | --------------------------------- | --------------------------------- | --------------------------------- | --------------------------------- | --------------------------------- |
| 1996  | Nie zakwalifikowała się           | Nie zakwalifikowała się           | Nie zakwalifikowała się           | Nie zakwalifikowała się           | Nie zakwalifikowała się           | Nie zakwalifikowała się           | Nie zakwalifikowała się           | Nie zakwalifikowała się           |
| 2000  | Nie zakwalifikowała się           | Nie zakwalifikowała się           | Nie zakwalifikowała się           | Nie zakwalifikowała się           | Nie zakwalifikowała się           | Nie zakwalifikowała się           | Nie zakwalifikowała się           | Nie zakwalifikowała się           |
| 2004  | Ćwierćfinał                       | 8                                 | 3                                 | 0                                 | 1                                 | 2                                 | 1                                 | 8                                 |
| 2008  | Nie zakwalifikowała się           | Nie zakwalifikowała się           | Nie zakwalifikowała się           | Nie zakwalifikowała się           | Nie zakwalifikowała się           | Nie zakwalifikowała się           | Nie zakwalifikowała się           | Nie zakwalifikowała się           |
| 2012  | Nie zakwalifikowała się           | Nie zakwalifikowała się           | Nie zakwalifikowała się           | Nie zakwalifikowała się           | Nie zakwalifikowała się           | Nie zakwalifikowała się           | Nie zakwalifikowała się           | Nie zakwalifikowała się           |
| 2016  | Nie zakwalifikowała się           | Nie zakwalifikowała się           | Nie zakwalifikowała się           | Nie zakwalifikowała się           | Nie zakwalifikowała się           | Nie zakwalifikowała się           | Nie zakwalifikowała się           | Nie zakwalifikowała się           |
| 2020  | Eliminacje jeszcze nie rozgrywane | Eliminacje jeszcze nie rozgrywane | Eliminacje jeszcze nie rozgrywane | Eliminacje jeszcze nie rozgrywane | Eliminacje jeszcze nie rozgrywane | Eliminacje jeszcze nie rozgrywane | Eliminacje jeszcze nie rozgrywane | Eliminacje jeszcze nie rozgrywane |
| Razem | 1/6                               | 3                                 | 0                                 | 1                                 | 2                                 | 1                                 | 8                                 |                                   |

### Złoty Puchar CONCACAF
Meksykańskiej drużynie 9 razy udało się zakwalifikować do finałów Pucharu CONCACAF. 2-krotnie zdobywała tytuł wicemistrza.
| Rok   | Runda             | M                 | W                 | R                 | P                 | GZ                | GS                |
| ----- | ----------------- | ----------------- | ----------------- | ----------------- | ----------------- | ----------------- | ----------------- |
| 1991  | Faza grupowa      | 3                 | 1                 | 0                 | 2                 | 9                 | 16                |
| 1993  | Nie uczestniczyła | Nie uczestniczyła | Nie uczestniczyła | Nie uczestniczyła | Nie uczestniczyła | Nie uczestniczyła | Nie uczestniczyła |
| 1994  | 3. miejsce        | 4                 | 1                 | 1                 | 2                 | 6                 | 19                |
| 1998  | Wicemistrz        | 5                 | 3                 | 1                 | 1                 | 20                | 6                 |
| 2000  | Faza grupowa      | 3                 | 1                 | 0                 | 2                 | 10                | 7                 |
| 2002  | 3. miejsce        | 5                 | 3                 | 0                 | 2                 | 11                | 7                 |
| 2006  | 3. miejsce        | 3                 | 2                 | 0                 | 1                 | 6                 | 2                 |
| 2010  | Wicemistrz        | 5                 | 3                 | 0                 | 2                 | 11                | 7                 |
| 2014  | 3. miejsce        | 5                 | 3                 | 0                 | 2                 | 17                | 7                 |
| 2018  | Faza grupowa      | 3                 | 1                 | 0                 | 2                 | 4                 | 9                 |
| Razem | 9/10              | 36                | 18                | 2                 | 16                | 94                | 80                |

### Igrzyska panamerykańskie
Reprezentacja kraju w 1999 zajęła drugie miejsce w rozgrywkach Igrzysk panamerykańskich.
| Rok   | Runda                           | M                               | W                               | R                               | P                               | GZ                              | GS                              |
| ----- | ------------------------------- | ------------------------------- | ------------------------------- | ------------------------------- | ------------------------------- | ------------------------------- | ------------------------------- |
| 1999  | Wicemistrz                      | 6                               | 3                               | 1                               | 2                               | 15                              | 9                               |
| 2003  | 3. miejsce                      | 4                               | 3                               | 0                               | 1                               | 10                              | 5                               |
| 2007  | 4. miejsce                      | 5                               | 3                               | 0                               | 2                               | 6                               | 1                               |
| 2011  | 3. miejsce                      | 5                               | 2                               | 2                               | 1                               | 3                               | 2                               |
| 2015  | 3. miejsce                      | 5                               | 3                               | 0                               | 2                               | 10                              | 7                               |
| 2019  | Jeszcze nie zakwalifikowała się | Jeszcze nie zakwalifikowała się | Jeszcze nie zakwalifikowała się | Jeszcze nie zakwalifikowała się | Jeszcze nie zakwalifikowała się | Jeszcze nie zakwalifikowała się | Jeszcze nie zakwalifikowała się |
| Razem | 5/5                             | 26                              | 13                              | 4                               | 9                               | 62                              | 42                              |